# Friedrich Heinrich Ludwig Grote

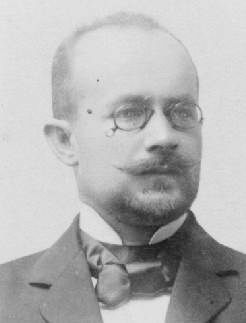
Friedrich Grote

Friedrich Heinrich Ludwig Grote (* 4. Juli 1861 in Päse; † 15. August 1922 in Regensburg) war ein deutscher protestantischer Orientreisender, Missionar und Sammler. Als ältester Sohn des Theologen und Publizisten Ludwig Heinrich Grote erlangte er Bekanntheit durch seine Sammlung alter Handschriften und Handschriftenfragmente des östlichen Christentums (Grote-Sammlung). Es befanden sich darunter zahlreiche Palimpseste. Der Großteil der Handschriften entstammte dem Katharinenkloster auf dem Sinai, das Grote mehrmals besuchte. Die ehemalige Grote-Sammlung ist heute auf einige der weltweit wichtigsten privaten und öffentlichen Handschriftensammlungen in Europa und den USA verstreut. Teile wurden während des Zweiten Weltkriegs zerstört oder gingen verloren.

## Handschriften der ehemaligen Grote-Sammlung
- Berlin, Staatsbibliothek, Ms. or. oct. 1839
- Göttingen, Staats- und Universitätsbibliothek, 4 Cod. Ms. Theol. 11
- München, Bayerische Staatsbibliothek, Cod.graec. 610(8a)
- München, Bayerische Staatsbibliothek, Cod.graec. 610(8)
- München, Bayerische Staatsbibliothek, Cod.arab. 1065[1]
- München, Bayerische Staatsbibliothek, Cod.arab. 1066
- München, Bayerische Staatsbibliothek, Cod.arab. 1067
- München, Bayerische Staatsbibliothek, Cod.arab. 1068
- München, Bayerische Staatsbibliothek, Cod.arab. 1069
- München, Bayerische Staatsbibliothek, Cod.arab. 1070
- München, Bayerische Staatsbibliothek, Cod.arab. 1071
- (olim) Oslo, The Schøyen Collection, MS 035
- (olim) Oslo, The Schøyen Collection, MS 036
- Oslo, The Schøyen Collection, MS 037
- Oslo, The Schøyen Collection, MS 571
- Oslo, The Schøyen Collection, MS 574
- Oslo, The Schøyen Collection, MS 575
- Oslo, The Schøyen Collection, MS 577
- Oslo, The Schøyen Collection, MS 579
- Oslo, The Schøyen Collection, MS 580
- Oslo, The Schøyen Collection, MS 581
- Oslo, The Schøyen Collection, MS 585
- Paris, Bibliothèque nationale de France, Ar. 6725
- Paris, Bibliothèque nationale de France, Syr. 378
- Paris, Bibliothèque nationale de France, Syr. 382
- Princeton, Princeton University Library, Special Collections, William H. Scheide Library M 141
- Vatikanstadt, Biblioteca Apostolica Vaticana, Vat. Sir. 623
- Vatikanstadt, Biblioteca Apostolica Vaticana, Vat. Sir. 627
- Vatikanstadt, Biblioteca Apostolica Vaticana, Vat. Sir. 628
- Vatikanstadt, Biblioteca Apostolica Vaticana, Vat. Sir. 647